# Лондонский (плавучий маяк, 1828)
«Лондонский» — плавучий маяк Балтийского флота Российской империи, служивший возле Лондонской мели (к западу от острова Котлин). Первый специально построенный плавучий маяк для этой мели.

## Описание судна
Одномачтовое судно с деревянным корпусом.

## Предыстория

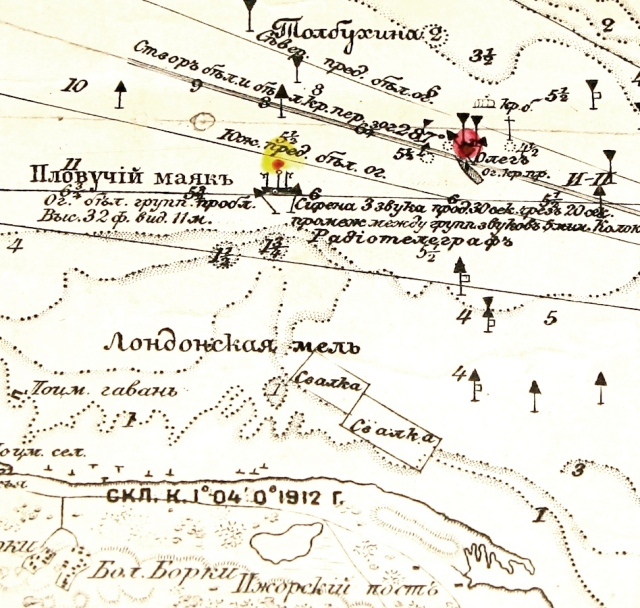
Карта расположения Лондонского маяка

Начиная с 1807 года Лондонская мель оборудовалась плавучим маяком, однако первоначально в качестве плавучих маяков в этом месте использовались старые и ветхие суда, которые были непригодны для морских плаваний. С 1815 года эти функции выполнял парусный катер «Лещ», в 1820 году его заменил бывший шведский транспорт «Фригант», который выполнял эту функцию до 1824 года и был впоследствии заменён на гидрографическое судно «Пегас», служившее в течение двух кампаний. После «Пегаса» место маяка занял специально построенный для этих целей плавучий маяк «Лондонский».

## История службы
Плавучий маяк «Лондонский» был заложен на стапеле Нового адмиралтейства в Санкт-Петербурге 1 (13) марта 1826 года; после спуска на воду 6 (18) мая 1828 года был приписан к Кронштадтскому порту и вошёл в состав Балтийского флота России. Строительство корабля вёл кораблестроитель в звании прапорщика Корпуса корабельных инженеров И. И. Лемуань.
В том же году судно начало службу у Лондонской мели, расположенной к западу от острова Котлин, при входе на Кронштадтский рейд, на которой 1 (12) октября 1719 года разбились два парусных линейных корабля Балтийского флота «Лондон» и «Портсмут» .
В кампанию 1870 года судно было заменено на построенный в 1867 году на Ижорских заводах новый одноимённый плавучий маяк с железным корпусом.

### Комментарии
1. ↑  Строительство фрегата согласно книге Л. И. Голенищева-Кутузова «О судах Балтийского флота, построенных со времени вступления на престол государя императора Николая Павловича» длилось 2 года 2 месяца и 5 дней[4].
2. ↑  В книге Л. И. Голенищева-Кутузова «О судах Балтийского флота, построенных со времени вступления на престол государя императора Николая Павловича» ошибочно назван полковником, фактически в книге указано звание кораблестроителя на момент выхода книги в 1843 году[4][5].